# Parocneria orientalis
Parocneria orientalis är en fjärilsart som beskrevs av Leo Schwingenschuss 1939. Parocneria orientalis ingår i släktet Parocneria och familjen tofsspinnare. Inga underarter finns listade i Catalogue of Life.